# Кеймехки
Кеймехки (чечен. Кей-Мохк) — покинутый аул в Галанчожском районе Чеченской Республики.
Ранее входил в Галанчожский район.

## География
Расположен на левом берегу реки Мешехи, к юго-западу от районного центра Галанчож.
Ближайшие развалины бывших аулов: на юго-востоке — Верхний Кий и Нижний Кий, на западе — Гула (Ингушетия), на северо-западе — Акка, на севере — Галай.

## История
Названия аула чечен. кей сложилось от чеченского слова (чечен. ков) — ворота. В окрестностях Кеймехки даже сохранилось урочище, которое называется «Девять ворот». Само название «Кей-Мохк» имело более широкое значение — «Земля общества (тайпа) Кей», ведь здесь, как в самом ауле, так и во всей этой местности, ранее сравнительно более заселённой, проживали представители автохтонного для этого района клана. Кейцы в прежние время имели влияние на соседние народы и на чеченские тайпы, широкие связи с ближайшими соседними племенами, особенности с грузинами, это и могло послужить тому, что грузины всех вайнахов называют кистами (от кей, кий).
Аул Кеймехки ликвидирован в 1944 году во время депортации чеченцев. После восстановления Чечено-Ингушской АССР в 1956 году чеченцам было запрещено селиться в данном районе.